# 斑大亭鸟
，是雀形目园丁鸟科的一种鸟类。
斑大亭鸟体重约139.99克，翼长约145.5毫米，嘴峰长约30.5毫米，喙宽度约8毫米，喙厚度约9.8毫米，跗蹠长约39.8毫米，尾长约109.5毫米。斑大亭鸟在其分布区内为留鸟，其栖息在半开放的灌木丛中，食性为草食性。
斑大亭鸟分布于澳大利亚东部昆士兰州中部至新南威尔士州西部和维多利亚州极西北部。该物种是单型物种，没有亚种分化。